# Moses Simon
Moses Daddy-Ajala Simon (Jos, 12 luglio 1995) è un calciatore nigeriano, attaccante del Paris FC e della nazionale nigeriana, della quale è capitano.

## Carriera

### Club
Dopo aver militato nell'AS Trenčín, nel Gent e nel Levante, il 15 agosto 2019 viene ceduto da quest’ultimo club al Nantes con la formula del prestito. Al termine della stagione viene riscattato dai canarini.
Nelle sei annate successive diventa una colonna portante della formazione gialloverde, contribuendo alla conquista di una coppa nazionale e totalizzando 200 presenze complessive. La sua duecentesima, disputata il 17 maggio 2025 contro il Montpellier, rappresenta anche la sua ultima apparizione con la maglia del Nantes.
Il 25 giugno 2025 lascia a titolo definitivo i canarini, accasandosi per 7 milioni di euro al Paris FC, neopromossa in Ligue 1.

### Nazionale
Dopo aver rappresentato la Nigeria a livello giovanile, nel marzo 2015 riceve la prima convocazione in nazionale maggiore da parte del CT Daniel Amokachi, grazie al quale debutta ufficialmente il 25 marzo in un'amichevole contro la Uganda. 
Nello stesso anno, l'8 settembre, segna invece la prima rete con la maglia della nazionale, mettendo a referto una delle due reti che hanno deciso l'amichevole contro il Niger.
Nel maggio 2018, viene inserito nella lista dei pre-convocati al campionato del mondo 2018 in Russia, ma non viene inserito nella lista finale a causa di un infortunio.
L'anno successivo viene convocato per la Coppa delle nazioni africane 2019. Durante la competizione disputa cinque gare, compresa la finale per il 3º posto contro la Tunisia, vinta 0-1.
Dopo aver fallito con la propria nazionale l'accesso al campionato del mondo 2022 in Qatar, perdendo nella doppia sfida delle qualificazioni contro il Ghana, il 29 dicembre 2023 viene inserito dal CT José Peseiro nella lista dei convocati per la Coppa d'Africa 2023.
Nella competizione succitata gioca in tutte le gare della propria nazionale, compresa la finale persa 1-2 contro i padroni di casa della Costa d'Avorio.

## Statistiche

### Presenze e reti nei club
Statistiche aggiornate al 17 maggio 2025.
| Stagione          | Squadra           | Campionato        | Campionato | Campionato | Coppe nazionali | Coppe nazionali | Coppe nazionali | Coppe continentali | Coppe continentali | Coppe continentali | Altre coppe | Altre coppe | Altre coppe | Totale | Totale |
| Stagione          | Squadra           | Comp              | Pres       | Reti       | Comp            | Pres            | Reti            | Comp               | Pres               | Reti               | Comp        | Pres        | Reti        | Pres   | Reti   |
| ----------------- | ----------------- | ----------------- | ---------- | ---------- | --------------- | --------------- | --------------- | ------------------ | ------------------ | ------------------ | ----------- | ----------- | ----------- | ------ | ------ |
| mag.-lug. 2013    | Ajax              | E                 | -          | -          | CO              | -               | -               |                    | -                  | -                  |             | -           | -           | 0      | 0      |
| gen.-giu. 2014    | AS Trenčín        | SL                | 14         | 7          | CS              | 0               | 0               |                    | -                  | -                  |             | -           | -           | 14     | 7      |
| 2014-gen. 2015    | AS Trenčín        | SL                | 19         | 6          | CS              | 1               | 1               | UEL                | 4                  | 3                  |             | -           | -           | 24     | 10     |
| Totale AS Trenčín | Totale AS Trenčín | Totale AS Trenčín | 33         | 13         |                 | 1               | 1               |                    | 4                  | 3                  |             | 0           | 0           | 38     | 17     |
| gen.-giu. 2015    | Gent              | PL                | 9+8        | 6+1        | CB              | 3               | 0               |                    | -                  | -                  |             | -           | -           | 20     | 7      |
| 2015-2016         | Gent              | PL                | 24+8       | 2+1        | CB              | 3               | 0               | UCL                | 5                  | 0                  | SB          | 1           | 0           | 41     | 3      |
| 2016-2017         | Gent              | PL                | 23+7       | 3+2        | CB              | 2               | 0               | UCL                | 10                 | 0                  |             | -           | -           | 52     | 5      |
| 2017-2018         | Gent              | PL                | 20+9       | 5+1        | CB              | 2               | 0               | UCL                | 2                  | 0                  |             | -           | -           | 33     | 6      |
| Totale Gent       | Totale Gent       | Totale Gent       | 108        | 21         |                 | 10              | 0               |                    | 17                 | 0                  |             | 1           | 0           | 136    | 21     |
| 2018-2019         | Levante           | PD                | 19         | 1          | CS              | 4               | 0               |                    | -                  | -                  |             | -           | -           | 23     | 1      |
| 2019-2020         | Nantes            | L1                | 26         | 5          | CF+CLF          | 2+2             | 1+3             | -                  | -                  | -                  | -           | -           | -           | 30     | 9      |
| 2020-2021         | Nantes            | L1                | 33+2       | 6+0        | CF              | 1               | 0               | -                  | -                  | -                  | -           | -           | -           | 34     | 6      |
| 2021-2022         | Nantes            | L1                | 30         | 6          | CF              | 4               | 0               | -                  | -                  | -                  | -           | -           | -           | 34     | 6      |
| 2022-2023         | Nantes            | L1                | 34         | 5          | CF              | 3               | 0               | UEL                | 8                  | 0                  | SF          | 1           | 0           | 46     | 5      |
| 2023-2024         | Nantes            | L1                | 22         | 3          | CF              | 0               | 0               | -                  | -                  | -                  | -           | -           | -           | 22     | 3      |
| 2024-2025         | Nantes            | L1                | 32         | 8          | CF              | 1               | 0               |                    | -                  | -                  |             | -           | -           | 33     | 8      |
| Totale Nantes     | Totale Nantes     | Totale Nantes     | 179        | 33         |                 | 13              | 4               |                    | 8                  | 0                  |             | 1           | 0           | 201    | 38     |
| Totale carriera   | Totale carriera   | Totale carriera   | 338        | 68         |                 | 28              | 5               |                    | 29                 | 3                  |             | 1           | 0           | 396    | 76     |

### Cronologia presenze e reti in nazionale
| Cronologia completa delle presenze e delle reti in nazionale ― Nigeria | Cronologia completa delle presenze e delle reti in nazionale ― Nigeria | Cronologia completa delle presenze e delle reti in nazionale ― Nigeria | Cronologia completa delle presenze e delle reti in nazionale ― Nigeria | Cronologia completa delle presenze e delle reti in nazionale ― Nigeria | Cronologia completa delle presenze e delle reti in nazionale ― Nigeria | Cronologia completa delle presenze e delle reti in nazionale ― Nigeria | Cronologia completa delle presenze e delle reti in nazionale ― Nigeria |
| Data                                                                   | Città                                                                  | In casa                                                                | Risultato                                                              | Ospiti                                                                 | Competizione                                                           | Reti                                                                   | Note                                                                   |
| ---------------------------------------------------------------------- | ---------------------------------------------------------------------- | ---------------------------------------------------------------------- | ---------------------------------------------------------------------- | ---------------------------------------------------------------------- | ---------------------------------------------------------------------- | ---------------------------------------------------------------------- | ---------------------------------------------------------------------- |
| 25-3-2015                                                              | Uyo                                                                    | Nigeria                                                                | 0 – 1                                                                  | Uganda                                                                 | Amichevole                                                             | -                                                                      | 59’                                                                    |
| 29-3-2015                                                              | Nelspruit                                                              | Sudafrica                                                              | 1 – 1                                                                  | Nigeria                                                                | Amichevole                                                             | -                                                                      | 46’                                                                    |
| 5-9-2015                                                               | Dar es Salaam                                                          | Tanzania                                                               | 0 – 0                                                                  | Nigeria                                                                | Qual. Coppa d'Africa 2017                                              | -                                                                      | 69’                                                                    |
| 8-9-2015                                                               | Port Harcourt                                                          | Nigeria                                                                | 2 – 0                                                                  | Niger                                                                  | Amichevole                                                             | 1                                                                      | 63’                                                                    |
| 8-10-2015                                                              | Visé                                                                   | Nigeria                                                                | 0 – 2                                                                  | RD del Congo                                                           | Amichevole                                                             | -                                                                      | 46’                                                                    |
| 11-10-2015                                                             | Bruxelles                                                              | Nigeria                                                                | 3 – 0                                                                  | Camerun                                                                | Amichevole                                                             | 1                                                                      |                                                                        |
| 13-11-2015                                                             | Lobamba                                                                | eSwatini                                                               | 0 – 0                                                                  | Nigeria                                                                | Qual. Mondiali 2018                                                    | -                                                                      |                                                                        |
| 17-11-2015                                                             | Lobamba                                                                | Nigeria                                                                | 2 – 0                                                                  | eSwatini                                                               | Qual. Mondiali 2018                                                    | 1                                                                      | 83’                                                                    |
| 25-3-2016                                                              | Kaduna                                                                 | Nigeria                                                                | 1 – 1                                                                  | Egitto                                                                 | Qual. Coppa d'Africa 2017                                              | -                                                                      | 83’                                                                    |
| 27-5-2016                                                              | Rouen                                                                  | Nigeria                                                                | 1 – 0                                                                  | Mali                                                                   | Amichevole                                                             | -                                                                      | 61’                                                                    |
| 31-5-2016                                                              | Lussemburgo                                                            | Lussemburgo                                                            | 1 – 3                                                                  | Nigeria                                                                | Amichevole                                                             | -                                                                      | 59’                                                                    |
| 3-9-2016                                                               | Uyo                                                                    | Nigeria                                                                | 1 – 0                                                                  | Tanzania                                                               | Qual. Coppa d'Africa 2017                                              | -                                                                      | 86’                                                                    |
| 9-10-2016                                                              | Ndola                                                                  | Zambia                                                                 | 1 – 2                                                                  | Nigeria                                                                | Qual. Mondiali 2018                                                    | -                                                                      | 86’                                                                    |
| 23-3-2017                                                              | Uyo                                                                    | Nigeria                                                                | 1 – 1                                                                  | Senegal                                                                | Amichevole                                                             | -                                                                      | 61’                                                                    |
| 10-6-2017                                                              | Uyo                                                                    | Nigeria                                                                | 0 – 2                                                                  | Sudafrica                                                              | Qual. Coppa d'Africa 2017                                              | -                                                                      | 85’                                                                    |
| 1-9-2017                                                               | Uyo                                                                    | Nigeria                                                                | 4 – 0                                                                  | Camerun                                                                | Qual. Mondiali 2018                                                    | -                                                                      |                                                                        |
| 4-9-2017                                                               | Yaoundé                                                                | Camerun                                                                | 1 – 1                                                                  | Nigeria                                                                | Qual. Mondiali 2018                                                    | 1                                                                      |                                                                        |
| 7-10-2017                                                              | Uyo                                                                    | Nigeria                                                                | 1 – 0                                                                  | Zambia                                                                 | Qual. Mondiali 2018                                                    | -                                                                      | 66’                                                                    |
| 23-3-2018                                                              | Breslavia                                                              | Polonia                                                                | 0 – 1                                                                  | Nigeria                                                                | Amichevole                                                             | -                                                                      | 89’                                                                    |
| 27-3-2018                                                              | Londra                                                                 | Nigeria                                                                | 0 – 2                                                                  | Serbia                                                                 | Amichevole                                                             | -                                                                      | 77’                                                                    |
| 20-11-2018                                                             | Asaba                                                                  | Nigeria                                                                | 0 – 0                                                                  | Uganda                                                                 | Amichevole                                                             | -                                                                      | 70’                                                                    |
| 22-3-2019                                                              | Asaba                                                                  | Nigeria                                                                | 3 – 1                                                                  | Seychelles                                                             | Qual. Coppa d'Africa 2019                                              | 1                                                                      | 87’                                                                    |
| 26-3-2019                                                              | Asaba                                                                  | Nigeria                                                                | 1 – 0                                                                  | Egitto                                                                 | Amichevole                                                             | -                                                                      |                                                                        |
| 16-6-2019                                                              | Ismailia                                                               | Senegal                                                                | 1 – 0                                                                  | Nigeria                                                                | Amichevole                                                             | -                                                                      | ??’                                                                    |
| 26-6-2019                                                              | Alessandria d'Egitto                                                   | Nigeria                                                                | 1 – 0                                                                  | Guinea                                                                 | Coppa d'Africa 2019 - 1º turno                                         | -                                                                      |                                                                        |
| 30-6-2019                                                              | Alessandria d'Egitto                                                   | Madagascar                                                             | 2 – 0                                                                  | Nigeria                                                                | Coppa d'Africa 2019 - 1º turno                                         | -                                                                      | 73’                                                                    |
| 6-7-2019                                                               | Alessandria d'Egitto                                                   | Nigeria                                                                | 3 – 2                                                                  | Camerun                                                                | Coppa d'Africa 2019 - Ottavi di finale                                 | -                                                                      | 60’                                                                    |
| 10-7-2019                                                              | Il Cairo                                                               | Nigeria                                                                | 2 – 1                                                                  | Sudafrica                                                              | Coppa d'Africa 2019 - Quarti di finale                                 | -                                                                      | 81’                                                                    |
| 17-7-2019                                                              | Il Cairo                                                               | Tunisia                                                                | 0 – 1                                                                  | Nigeria                                                                | Coppa d'Africa 2019 - Finale 3º posto                                  | -                                                                      | 75’                                                                    |
| 10-9-2019                                                              | Dnipro                                                                 | Ucraina                                                                | 2 – 2                                                                  | Nigeria                                                                | Amichevole                                                             | -                                                                      | 73’                                                                    |
| 13-10-2019                                                             | Kallang                                                                | Brasile                                                                | 1 – 1                                                                  | Nigeria                                                                | Amichevole                                                             | -                                                                      | 79’                                                                    |
| 13-11-2019                                                             | Uyo                                                                    | Nigeria                                                                | 3 – 1                                                                  | Benin                                                                  | Qual. Coppa d'Africa 2021                                              | -                                                                      | 73’                                                                    |
| 17-11-2019                                                             | Maseru                                                                 | Lesotho                                                                | 2 – 4                                                                  | Nigeria                                                                | Qual. Coppa d'Africa 2021                                              | -                                                                      | 78’                                                                    |
| 9-10-2020                                                              | Sankt Veit an der Glan                                                 | Nigeria                                                                | 0 – 1                                                                  | Algeria                                                                | Amichevole                                                             | -                                                                      | 50’                                                                    |
| 13-10-2020                                                             | Sankt Veit an der Glan                                                 | Nigeria                                                                | 1 – 1                                                                  | Tunisia                                                                | Amichevole                                                             | -                                                                      |                                                                        |
| 4-6-2021                                                               | Wiener Neustadt                                                        | Nigeria                                                                | 0 – 1                                                                  | Camerun                                                                | Amichevole                                                             | -                                                                      | 81’                                                                    |
| 8-6-2021                                                               | Wiener Neustadt                                                        | Camerun                                                                | 0 – 0                                                                  | Niger                                                                  | Amichevole                                                             | -                                                                      |                                                                        |
| 3-9-2021                                                               | Lagos                                                                  | Nigeria                                                                | 2 – 0                                                                  | Liberia                                                                | Qual. Mondiali 2022                                                    | -                                                                      | 78’                                                                    |
| 7-9-2021                                                               | Mindelo                                                                | Capo Verde                                                             | 1 – 2                                                                  | Nigeria                                                                | Qual. Mondiali 2022                                                    | -                                                                      | 73’                                                                    |
| 7-10-2021                                                              | Lagos                                                                  | Nigeria                                                                | 0 – 1                                                                  | Rep. Centrafricana                                                     | Qual. Mondiali 2022                                                    | -                                                                      | 72’                                                                    |
| 10-10-2021                                                             | Limbe                                                                  | Rep. Centrafricana                                                     | 0 – 2                                                                  | Nigeria                                                                | Qual. Mondiali 2022                                                    | -                                                                      |                                                                        |
| 13-11-2021                                                             | Tangeri                                                                | Liberia                                                                | 0 – 2                                                                  | Nigeria                                                                | Qual. Mondiali 2022                                                    | -                                                                      |                                                                        |
| 16-11-2021                                                             | Lagos                                                                  | Nigeria                                                                | 1 – 1                                                                  | Capo Verde                                                             | Qual. Mondiali 2022                                                    | -                                                                      | 68’                                                                    |
| 11-1-2022                                                              | Garoua                                                                 | Nigeria                                                                | 1 – 0                                                                  | Egitto                                                                 | Coppa d'Africa 2021 - 1º turno                                         | -                                                                      | 90+1’                                                                  |
| 15-1-2022                                                              | Garoua                                                                 | Nigeria                                                                | 3 – 1                                                                  | Sudan                                                                  | Coppa d'Africa 2021 - 1º turno                                         | 1                                                                      |                                                                        |
| 19-1-2022                                                              | Garoua                                                                 | Guinea-Bissau                                                          | 0 – 2                                                                  | Nigeria                                                                | Coppa d'Africa 2021 - 1º turno                                         | -                                                                      | 57’                                                                    |
| 23-1-2022                                                              | Garoua                                                                 | Nigeria                                                                | 0 – 1                                                                  | Tunisia                                                                | Coppa d'Africa 2021 - Ottavi di finale                                 | -                                                                      |                                                                        |
| 25-3-2022                                                              | Kumasi                                                                 | Ghana                                                                  | 0 – 0                                                                  | Nigeria                                                                | Qual. Mondiali 2022                                                    | -                                                                      | 74’                                                                    |
| 29-3-2022                                                              | Abuja                                                                  | Nigeria                                                                | 1 – 1                                                                  | Ghana                                                                  | Qual. Mondiali 2022                                                    | -                                                                      | 61’                                                                    |
| 29-5-2022                                                              | Arlington                                                              | Messico                                                                | 2 – 1                                                                  | Nigeria                                                                | Amichevole                                                             | -                                                                      | 81’                                                                    |
| 3-6-2022                                                               | Chicago                                                                | Ecuador                                                                | 1 – 0                                                                  | Nigeria                                                                | Amichevole                                                             | -                                                                      |                                                                        |
| 9-6-2022                                                               | Abuja                                                                  | Nigeria                                                                | 2 – 1                                                                  | Sierra Leone                                                           | Qual. Coppa d'Africa 2023                                              | -                                                                      |                                                                        |
| 13-6-2022                                                              | Agadir                                                                 | São Tomé e Príncipe                                                    | 0 – 10                                                                 | Nigeria                                                                | Qual. Coppa d'Africa 2023                                              | 1                                                                      | 58’                                                                    |
| 27-9-2022                                                              | Bir El Djir                                                            | Algeria                                                                | 2 – 1                                                                  | Nigeria                                                                | Amichevole                                                             | -                                                                      |                                                                        |
| 17-11-2022                                                             | Lisbona                                                                | Portogallo                                                             | 4 – 0                                                                  | Nigeria                                                                | Amichevole                                                             | -                                                                      | 76’                                                                    |
| 24-3-2023                                                              | Abuja                                                                  | Nigeria                                                                | 0 – 1                                                                  | Guinea-Bissau                                                          | Qual. Coppa d'Africa 2023                                              | -                                                                      | 46’                                                                    |
| 27-3-2023                                                              | Bissau                                                                 | Guinea-Bissau                                                          | 0 – 1                                                                  | Nigeria                                                                | Qual. Coppa d'Africa 2023                                              | 1                                                                      | 90+4’                                                                  |
| 18-6-2023                                                              | Monrovia                                                               | Sierra Leone                                                           | 2 – 3                                                                  | Nigeria                                                                | Qual. Coppa d'Africa 2023                                              | -                                                                      | 90+3’                                                                  |
| 13-10-2023                                                             | Portimão                                                               | Arabia Saudita                                                         | 2 – 2                                                                  | Nigeria                                                                | Amichevole                                                             | -                                                                      | 66’                                                                    |
| 16-10-2023                                                             | Albufeira                                                              | Mozambico                                                              | 2 – 3                                                                  | Nigeria                                                                | Amichevole                                                             | 1                                                                      |                                                                        |
| 16-11-2023                                                             | Uyo                                                                    | Nigeria                                                                | 1 – 1                                                                  | Lesotho                                                                | Qual. Mondiali 2026                                                    | -                                                                      | 59’                                                                    |
| 19-11-2023                                                             | Butare                                                                 | Zimbabwe                                                               | 1 – 1                                                                  | Nigeria                                                                | Qual. Mondiali 2026                                                    | -                                                                      | cap.                                                                   |
| 8-1-2024                                                               | Abu Dhabi                                                              | Guinea                                                                 | 2 – 0                                                                  | Nigeria                                                                | Amichevole                                                             | -                                                                      | 83’                                                                    |
| 14-1-2024                                                              | Abidjan                                                                | Nigeria                                                                | 1 – 1                                                                  | Guinea Equatoriale                                                     | Coppa d'Africa 2023 - 1º turno                                         | -                                                                      | 69’                                                                    |
| 18-1-2024                                                              | Abidjan                                                                | Costa d'Avorio                                                         | 0 – 1                                                                  | Nigeria                                                                | Coppa d'Africa 2023 - 1º turno                                         | -                                                                      | 72’                                                                    |
| 22-1-2024                                                              | Abidjan                                                                | Guinea-Bissau                                                          | 0 – 1                                                                  | Nigeria                                                                | Coppa d'Africa 2023 - 1º turno                                         | -                                                                      |                                                                        |
| 27-1-2024                                                              | Abidjan                                                                | Nigeria                                                                | 2 – 0                                                                  | Camerun                                                                | Coppa d'Africa 2023 - Ottavi di finale                                 | -                                                                      | 87’ 90+10’                                                             |
| 2-2-2024                                                               | Abidjan                                                                | Nigeria                                                                | 1 – 0                                                                  | Angola                                                                 | Coppa d'Africa 2023 - Quarti di finale                                 | -                                                                      |                                                                        |
| 7-2-2024                                                               | Bouaké                                                                 | Nigeria                                                                | 1 – 1 dts (4 – 2 dtr)                                                  | Sudafrica                                                              | Coppa d'Africa 2023 - Semifinale                                       | -                                                                      | 63’                                                                    |
| 11-2-2024                                                              | Abidjan                                                                | Nigeria                                                                | 1 – 2                                                                  | Costa d'Avorio                                                         | Coppa d'Africa 2023 - Finale                                           | -                                                                      | 56’                                                                    |
| 22-3-2024                                                              | Marrakech                                                              | Ghana                                                                  | 1 – 2                                                                  | Nigeria                                                                | Amichevole                                                             | -                                                                      | 72’                                                                    |
| 26-3-2024                                                              | Marrakech                                                              | Mali                                                                   | 2 – 0                                                                  | Nigeria                                                                | Amichevole                                                             | -                                                                      | 34’                                                                    |
| 7-9-2024                                                               | Uyo                                                                    | Nigeria                                                                | 3 – 0                                                                  | Benin                                                                  | Qual. Coppa d'Africa 2025                                              | -                                                                      | 63’                                                                    |
| 10-9-2024                                                              | Kigali                                                                 | Ruanda                                                                 | 0 – 0                                                                  | Nigeria                                                                | Qual. Coppa d'Africa 2025                                              | -                                                                      | 46’                                                                    |
| 11-10-2024                                                             | Uyo                                                                    | Nigeria                                                                | 1 – 0                                                                  | Libia                                                                  | Qual. Coppa d'Africa 2025                                              | -                                                                      |                                                                        |
| 14-11-2024                                                             | Abidjan                                                                | Benin                                                                  | 1 – 1                                                                  | Nigeria                                                                | Qual. Coppa d'Africa 2025                                              | -                                                                      | 46’                                                                    |
| 18-11-2024                                                             | Uyo                                                                    | Nigeria                                                                | 1 – 2                                                                  | Ruanda                                                                 | Qual. Coppa d'Africa 2025                                              | -                                                                      |                                                                        |
| 21-3-2025                                                              | Kigali                                                                 | Ruanda                                                                 | 0 – 2                                                                  | Nigeria                                                                | Qual. Mondiali 2026                                                    | -                                                                      |                                                                        |
| 25-3-2025                                                              | Uyo                                                                    | Nigeria                                                                | 1 – 1                                                                  | Zimbabwe                                                               | Qual. Mondiali 2026                                                    | -                                                                      |                                                                        |
| 28-5-2025                                                              | Brentford                                                              | Ghana                                                                  | 1 – 2                                                                  | Nigeria                                                                | Amichevole                                                             | -                                                                      | 62’                                                                    |
| 31-5-2025                                                              | Brentford                                                              | Giamaica                                                               | 2 – 2 (4 – 5 dtr)                                                      | Nigeria                                                                | Amichevole                                                             | 1                                                                      |                                                                        |
| 6-6-2025                                                               | Mosca                                                                  | Russia                                                                 | 1 – 1                                                                  | Nigeria                                                                | Amichevole                                                             | -                                                                      |                                                                        |
| Totale                                                                 |                                                                        | Presenze (7º posto)                                                    | 82                                                                     |                                                                        | Reti                                                                   | 10                                                                     |                                                                        |

## Palmares

### Club
- Campionato belga: 1

Gent: 2014-2015
- Supercoppa del Belgio: 1

Gent: 2015
- Coppa di Francia: 1

Nantes: 2021-2022

### Individuale
- Capocannoniere della Coppa di Lega francese: 1

2019-2020 (3 gol)